# Dasychira takamukuana
Dasychira takamukuana är en fjärilsart som beskrevs av Matsumura 1927. Dasychira takamukuana ingår i släktet Dasychira och familjen tofsspinnare. Inga underarter finns listade i Catalogue of Life.